# Pinguécula

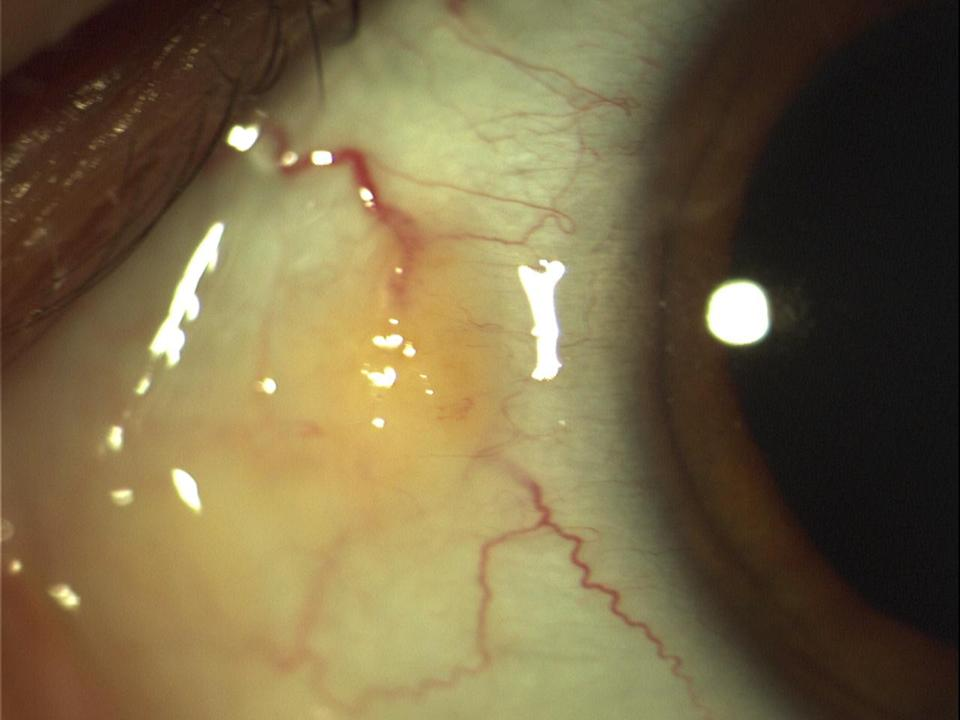
Uma pinguécula não operada próximo à íris de um olho humano.

Uma pinguécula é um tipo de degeneração da conjuntiva no olho. É uma condição extremamente comum e pode ser observada como um depósito amarelo-esbranquiçado na conjuntiva adjacente ao limbo (a junção entre a córnea e a esclera). É mais prevalente nos climas tropicais em virtude da degeneração causada pela insolação, possuindo, desse modo, correlação direta com a exposição aos raios ultravioleta.

## Tratamento
As pinguéculas podem crescer lentamente na córnea (a janela frontal transparente do olho) e na conjuntiva, membrana fina e transparente que cobre o branco do olho (esclera), e são uma condição benigna que não necessita de tratamento.
A pinguécula é uma mancha amarelada na conjuntiva, perto da córnea, que resulta num depósito de proteína, gordura e de cálcio. Pode ser realizada um excisão cirúrgica por fins estéticos e também colírios lubrificantes de alta performance receitados por oftalmologistas.